# Augustin Diamacoune Senghor
Augustin Diamacoune Senghor (Singhalène, 4 aprile 1928 – Parigi, 13 gennaio 2007) è stato un presbitero e attivista senegalese.

## Biografia
Augustin Diamacoune Senghor è nato a Singhalène, un piccolo villaggio vicino Oussouye; suo padre, Mathieu Diamacoune Senghor, era uno dei dirigenti del Bloc Démocratique Sénégalais, partito fondato da Léopold Sédar Senghor, primo presidente del Senegal. Entrato in seminario, Augustin è stato ordinato prete nel 1956 ed è stato nominato vice parroco a Oussouye, dove si è trattenuto fino al 1964. Nel 1965 si è recato a Bruges, dove ha studiato pastorale liturgica. L’anno successivo è ritornato in Senegal ed è stato nominato parroco a Nyassia. Nel 1968 è stato nominato parroco a Ziguinchor, dove è diventato anche insegnante al Collegio St. Charles Lwanga e dal 1972 direttore del seminario della diocesi. Nel 1975 ha lasciato la direzione del seminario per diventare responsabile del centro di formazione della congregazione dei Frères de Saint-Joseph a Djibelor, un villaggio vicino Ziguinchor, continuando contemporaneamente ad insegnare al Collegio St. Charles Lwanga. Dal 1967 al 1968 Senghor ha collaborato a programmi di argomento religioso trasmessi a Ziguinchor dalla sede regionale di Radio Senegal. Nel 1978 ha cominciato il suo impegno politico con la pubblicazione di un libriccino sulle ingiustizie che la popolazione della Casamance subiva da parte del governo senegalese. Nel 1980-1981 Senghor ha intensificato il suo impegno tenendo conferenze, realizzando e distribuendo opuscoli e scrivendo lettere al governo senegalese, per cui è stato riconosciuto come una figura di primo piano nel nascente conflitto per l'indipendenza di Casamance alimentato dal Movement of Democratic Forces in Casamance (MDFC). Nel dicembre 1982, dopo una serie di proteste a Ziguinchor, Senghor è stato arrestato con l’accusa di essere uno dei capi del (MDFC); dopo qualche mese è stato processato e condannato a cinque anni di carcere per attentato all’integrità territoriale del Senegal. Nel 1984, mentre Senghor era in carcere, è stata creata la fazione armata del MDFC denominatasi Atika, che in lingua Diola significa combattente. Liberato nel 1987, Senghor ha ripreso il suo impegno a favore della Casamance ma è stato arrestato una seconda volta nel maggio 1990. Senghor ha scritto allora una lettera al presidente senegalese e al segretario generale dell’ONU, affermando di essere favorevole all’indipendenza della Casamance ma in modo pacifico, cosa che ha creato divisioni all’interno del MDFC. Rilasciato dopo un anno, Senghor si è recato in esilio in Guinea Bissau. In seguito al protrarsi del conflitto, nel 1993 il governo senegalese ha fatto pressioni sulla Guinea Bissau per il rimpatrio di Senghor, che è ritornato in patria ed ha raggiunto con il governo senegalese un accordo per il cessate il fuoco. In seguito ad una ripresa del conflitto, Senghor è stato nuovamente arrestato nel 1995 ed è stato liberato dopo qualche mese, in seguito ad un nuovo accordo con il governo per il cessate il fuoco, con la prospettiva dell’apertura di un negoziato. Per superare le divisioni all’interno del MDFC, nel 1997 Senghor ha promosso la formazione di un comitato direttivo provvisorio, guidato da suo fratello Bertrand. Il comitato ha organizzato un congresso generale del MDFC: Augustin Senghor, nominato segretario generale del movimento, ha affermato la sua volontà di andare al negoziato con il governo. Nel gennaio 1999 Senghor ha incontrato per la prima volta il presidente senegalese Abdou Diouf, che dopo l’incontro ha inviato un messaggio al governo senegalese e alla popolazione della Casamance con un invito alla riconciliazione. Segue un periodo di pace ma i negoziati, avviati nel gennaio 2000, ristagnano. Nel settembre 2001 Senghor, nel frattempo nominato presidente del MDFC, ha incontrato il nuovo presidente senegalese Abdoulaye Wade, che ha espresso la volontà di proseguire il processo di riconciliazione avviando un programma di ricostruzione economica e sociale della Casamance. Nel 2004 Senghor ha dichiarato che il MDFC ha ottenuto soddisfazione e non c’era più ragione di continuare a combattere, per cui nel dicembre 2004 è stato siglato un accordo di pace tra il MDFC e il governo senegalese. La Casamance ha conosciuto da allora un periodo di pace, tranne qualche attacco sporadico da parte di fazioni che non hanno accettato il trattato di pace. Nel 2007 le condizioni di salute di Senghor si sono aggravate ed è morto a Parigi dopo un mese di permanenza in ospedale.